# Acentronura dendritica
Acentronura dendritica är en fiskart som först beskrevs av Barbour 1905.  Acentronura dendritica ingår i släktet Acentronura och familjen kantnålsfiskar. Inga underarter finns listade i Catalogue of Life.